# Pont-batterie
Un pont-batterie d'un bateau est une plate-forme portant des pièces d'artillerie.

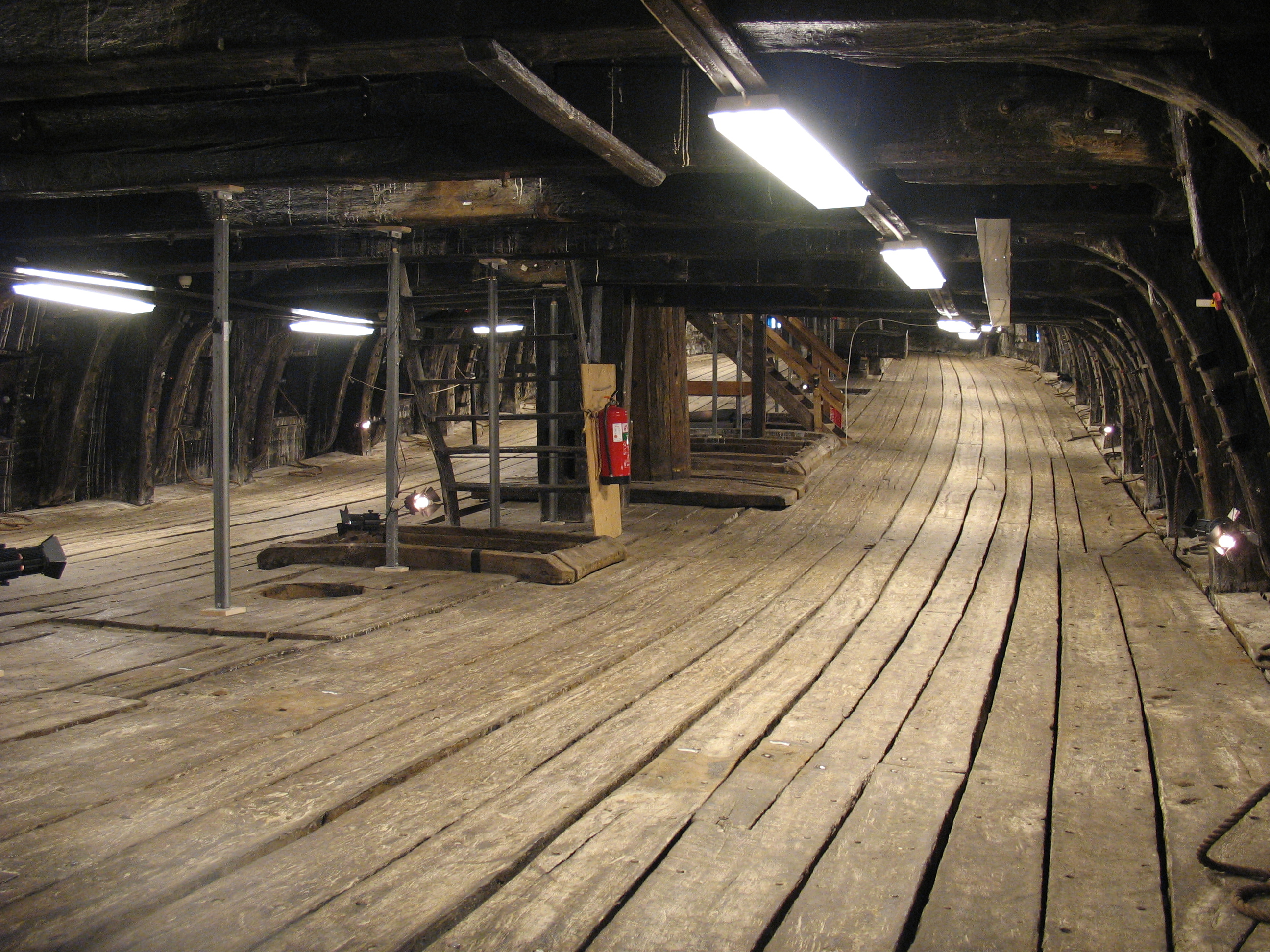
La batterie inférieure du Vasa, vaisseau deux-ponts suédois portant 48 canons, lancé en 1628.

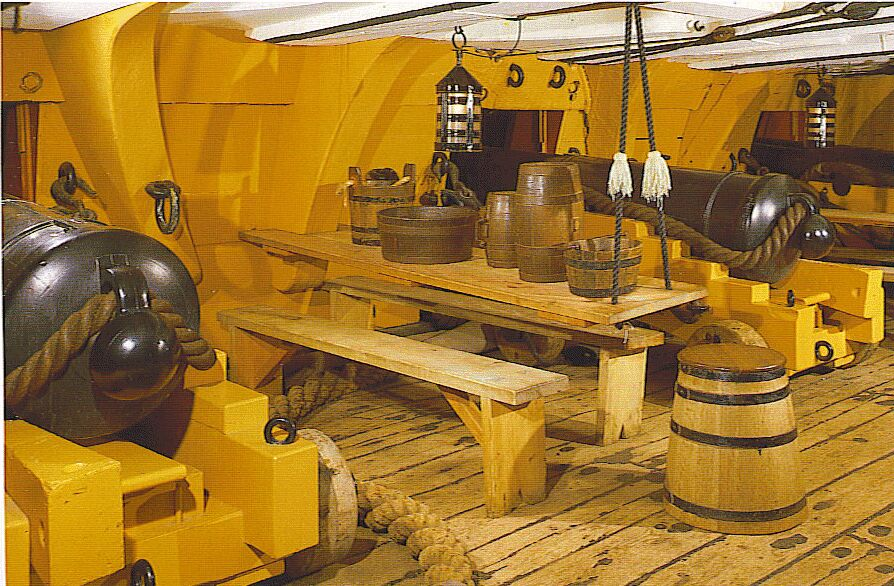
La batterie inférieure du, vaisseau trois-ponts britannique portant 104 canons, lancé en 1765.

## Histoire
Du temps des marines à voile (jusqu'au milieu du XIXe siècle), les navires de guerre et les plus grands navires de commerce (notamment les indiamen) portaient des batteries de canons sur le ou leurs ponts, tirant à travers des sabords pour les ponts inférieurs. Ces pont-batteries sont désignés usuellement comme des ponts ou comme des batteries :
- les vaisseaux (50 à 118 canons) ont leur artillerie disposé sur deux (pour les vaisseaux deux-ponts) ou trois (pour les trois-ponts) ponts-batteries, en plus des pièces qui sont sur les gaillards ;
- les frégates (28 à 48 canons) ont un seul pont-batterie, en plus des pièces sur les gaillards ;
- les corvettes, sloops, bricks, goélettes, cotres, avisos et canonnières (moins de 20 canons) n'ont leurs pièces que sur un seul pont découvert, sans aucun pont-batterie.